# Metzgeria
Metzgeria ist eine Gattung thallöser, also unbeblätterter Lebermoose. Die Gattung ist nach dem Kupferstecher Johann Baptist Metzger aus Staufen im Breisgau benannt.

## Merkmale
Die Thalli der Moose dieser Familie sind, abgesehen von der stets vorhandenen Mittelrippe, nur eine Zellschicht dick. Sie sind von der Form her bandförmig linealisch und verzweigen sich gabelig. Oft sind die Thalli, wenigstens an den Rändern und unter der Mittelrippe, behaart oder bewimpert.
An der Mittelrippe bilden sich auf der Unterseite der Thalli kurze, gekrümmte Seitenzweige, an denen die kugeligen Antheridien und Archegonien stehen. Die Kapseln sind in einer aus dem Archegonium hervorgehenden, behaarten Kalyptra eingebettet.
Viele Arten vermehren sich allerdings auch vegetativ durch Sprossungen am Thallusrand, insbesondere in den vorderen Teilen.

## Arten
Die Gattung umfasst rund 100 Arten.
Der Verbreitungsschwerpunkt der Gattung liegt in den Tropen der Südhemisphäre. In Europa kommen nur die folgenden Arten vor:
- Breites Igelhaubenmoos (Metzgeria conjugata), eine häufige und auffallende Art der Gebirge und Mittelgebirge.
- Metzgeria fruticulosa
- Gewöhnliches Igelhaubenmoos (Metzgeria furcata)
- Metzgeria leptoneura (in Europa nur auf den Britischen Inseln, Irland und den Färöern)
- Metzgeria simplex (wird auch in Metzgeria conjugata eingegliedert)
- Metzgeria temperata